# 1901 na política

## Eventos
- 22 de Janeiro - Com a morte da Rainha Vitória, encerra-se a Era Vitoriana.
- 2 de março - O Congresso dos Estados Unidos da América aprova a emenda Platt, limitando a autonomia de Cuba como condição para a retirada das tropas americanas.
- Fim do reinado de Sangye Dorji, Desi Druk do Reino do Butão, reinou desde 1885.
- Visita de Carlos I de Portugal e sua esposa, Amélia de Orleães, aos Açores.

## Nascimentos
| Data            | Nome                                                                             | Profissão                                          | Nacionalidade             | Observações | Ref   |
| --------------- | -------------------------------------------------------------------------------- | -------------------------------------------------- | ------------------------- | ----------- | ----- |
| 10 de janeiro   | Henning von Tresckow                                                             | general opositor do nazismo                        | Alemanha                  | m. 1944     |       |
| 16 de janeiro   | Fulgencio Batista                                                                | presidente de Cuba de 1940 a 1944 e de 1952 a 1959 | Cuba                      | m. 1973     |       |
| 20 de fevereiro | Muhammad Naguib                                                                  | presidente do Egipto de 1953 a 1954                | Reino Unido (Egipto)      | m. 1984     |       |
| 21 de março     | Karl Arnold                                                                      | político                                           | Alemanha                  | m. 1958     | [ 1 ] |
| 29 de abril     | Hirohito                                                                         | Imperador do Japão                                 | Japão                     | m. 1989     |       |
| 6 de junho      | Sukarno                                                                          | presidente da Indonésia de 1945 a 1967             | Países Baixos (Indonésia) | m. 1970     |       |
| 7 de junho      | Hugo Ballivián Rojas                                                             | presidente da Bolívia de 1951 a 1952               | Bolívia                   | m. 1995     |       |
| 18 de Junho     | Anastásia Nikolaevna Romanova (velikaya knyaginya Anastásia Nikolaevna Romanova) | Grã-Duquesa da Rússia                              | Império Russo             | m. 1918     |       |
| 8 de setembro   | Hendrik Frensch Verwoerd                                                         | Primeiro-Ministro da África do Sul                 | Países Baixos             | m. 1966     |       |

## Mortes
| Data           | Nome                                          | Profissão                                    | Nacionalidade             | Observações | Ref   |
| -------------- | --------------------------------------------- | -------------------------------------------- | ------------------------- | ----------- | ----- |
| 9 de Janeiro   | Santos Acosta                                 | presidente da Colômbia de 1867 a 1868        | Colômbia                  | n. 1828     | [ 2 ] |
| 22 de janeiro  | Vitória do Reino Unido (Victoria Alexandrina) | Rainha Vitória do Reino Unido                | Reino Unido               | n. 1819     |       |
| 13 de março    | Benjamin Harrison                             | presidente dos Estados Unidos da América     | Estados Unidos            | n. 1833     |       |
| 7 de maio      | António de Ávila Gomes                        | político                                     | Portugal                  | n. 1806     |       |
| 28 de junho    | Agostinho Ermelino de Leão                    | político                                     | Brasil                    | n. 1834     |       |
| 6 de agosto    | António José Enes                             | político                                     | Portugal                  | n. 1848     |       |
| 14 de setembro | William McKinley                              | presidente dos Estados Unidos de 1897 a 1901 | Estados Unidos            | n. 1843     |       |
| 20 de setembro | Francisco Gomes da Rocha Fagundes             | político                                     | Brasil                    | n. 1827     |       |
| 1 de outubro   | Abderramão Cã                                 | emir do Afeganistão                          | Reino Unido (Afeganistão) | n. 1844     |       |
| 22 de outubro  | Leon Czolgosz                                 | anarquista dos Estados Unidos da América     | Estados Unidos            | n. 1873     |       |
| 30 de dezembro | Andrelino Pereira da Silva                    | político                                     | Brasil                    | n. 1830     |       |
| ??             | Sangye Dorji                                  | Desi Druk do Reino do Butão de 1885 a 1901   |                           |             |       |